# Храмов, Рэм Андреевич
Рэм Андреевич Храмов (28 июня 1932, Воронеж — 16 февраля 2020, Оренбург) — депутат Государственной думы, бывший президент и председатель совета директоров нефтяной компании «ОНАКО».

## Биография
Рэм Андреевич родился 28 июня 1932 года в городе Воронеж. В 1956 году окончил Грозненский нефтяной институт по специальности «инженер по эксплуатации нефтяного оборудования». Имеет учёную степень «Доктор технических наук».

### Трудовая деятельность
Трудовую деятельность начал на нефтепромысле «Аксаковнефть» Башкирской АССР в должности оператора по добыче нефти и газа, в дальнейшем был переведён на должность старшего инженера-механика, затем стал начальником участка по добыче нефти и газа, после чего Рэм Андреевич руководил нефтепромыслом.
В 1964—1976 годах работал начальником нефтегазодобывающего управления «Бузулукнефть». А уже в 1976 году возглавил производственное объединение «Оренбургнефть». В 1988—1994 годах трудился в должности генерального директора промышленного объединения «Оренбургнефть» (1993 года — акционерное общество). В 1994 году постановлением Правительства РФ назначен президентом и одновременно — председателем Совета директоров ОАО «Оренбургская нефтяная акционерная компания» (ОНАКО), создание которой обеспечивало в первую очередь акционерное общество «Оренбургнефть». В 1994—1999 годах — президент и председатель совета директоров ОАО «ОНАКО». В связи с избранием в Государственную Думу, 28 декабря 1999 подал заявление об освобождении его от обязанностей главы компании и члена совета директоров НК «ОНАКО», 11 апреля 2000 года освобождён от должности.

### Общественно-политическая деятельность
20 марта 1994 был избран депутатом Законодательного собрания Оренбургской области первого созыва. С 1995 — председатель Оренбургской региональной организации движения «Наш дом — Россия» (НДР). 22 марта 1998 был избран депутатом Законодательного собрания Оренбургской области второго созыва. 19 декабря 1999 был избран депутатом Государственной Думы РФ третьего созыва по 131 Бузулукскому одномандатному округу, в Государственной Думе был членом фракции «Единство». Заместитель председателя Комитета Государственной Думы по природным ресурсам и природопользованию. Был членом совета директоров Нефтепромбанка.

## Семья
Был женат на Людмиле Васильевне Храмовой; имел двух дочерей — Ангелину и Ирину.

## Награды
- Орден «За заслуги перед Отечеством» III степени (2002) — за большой вклад в развитие минерально-сырьевой базы и активную законотворческую деятельность;
- Орден «За заслуги перед Отечеством» IV степени (11 ноября 1994) — за большие заслуги перед народом, связанные с развитием российской государственности, достижениями в труде, науке, культуре, искусстве, укреплением дружбы и сотрудничества между народами
- Орден Почёта (8 ноября 2007) — за заслуги в законотворческой деятельности, укреплении и развитии российской государственности[3]
- Орден Октябрьской Революции;
- Орден Трудового Красного Знамени;
- Орден Дружбы народов;
- Орден святого благоверного князя Даниила Московского III степени;
- Заслуженный работник нефтяной и газовой промышленности Российской Федерации;
- «Почётный нефтяник».